# Goth: Wristcut Jiken
Goth: Wristcut Jiken (jap. GOTH リストカット事件, Goth: risuto katto jiken) ist ein Roman von Otsuichi (乙一). Er wurde als Manga und Kinofilm adaptiert.

## Handlung
Die beiden Hauptcharaktere sind der Schüler Itsuki Kamiyama (神山 樹), der als Icherzähler bis knapp vor dem Ende der Erzählung unbenannt bleibt, und seine Mitschülerin Yoru Morino (森野 夜). Beide haben wenig Kontakt zu anderen Jugendlichen und gelten als Außenseiter. Itsuki Kamiyama wird auf Yoru Morino wegen einer Narbe an ihrem Handgelenk aufmerksam, die auf einen Selbstmordversuch schließen lässt. Er ist fasziniert von Serienmördern, ihren Motiven und ihren Gefühlen und versucht gemeinsam mit ihr eine Serie von grauenvollen Morden, bei denen den Opfern die Hände abgehackt werden, zu lösen. Sie werden in weitere Mordfälle hineingezogen und Yoru Morino wird schließlich selbst entführt. Dabei wird das Geheimnis ihrer Vergangenheit und damit der Grund für ihren verschlossenen Charakter aufgedeckt.

## Veröffentlichungen
Der Roman besteht aus den 6 Kapiteln Ankokukei. Goth (暗黒系 Goth, dt. „dunkler Typ. Goth“), Wristcut Jiken. Wristcut (リストカット事件 Wristcut, dt. „Armgelenkschnitt-Zwischenfall. Armgelenkschnitt“), Inu. Dog (犬 Dog, dt. „Hund. Hund“), Kioku. Twins (記憶 Twins, dt. „Erinnerungen. Zwillinge“), Tsuchi. Grave (土 Grave, dt. „Erde. Grab“) und Koe. Voice (声 Voice, dt. „Stimme. Stimme“).
Veröffentlicht wurde der Roman zuerst in Kadokawa Shotens Light-Novel-Magazin The Sneaker mit Illustrationen von Kōji Ogata mit der Besonderheit, dass er selber nicht als Light Novel, sondern als regulärer Roman veröffentlicht wurde. Am 25. Juni 2005 wurden die Einzelkapitel in zwei Bänden zusammengefasst veröffentlicht: Goth: Yoru no Shō (GOTH 夜の章, dt. „Goth: Yorus Band“) mit den Kapiteln Ankokukei, Inu und Kioku und Goth: Boku no Shō (GOTH 僕の章, dt. etwa: „Goth: Ichs Band“) mit den Kapiteln Wristcut Jiken, Tsuchi und Koe.

## Manga
2003 erfolgte eine Adaption als Manga durch Kendi Oiwa. Erschien in einem Band bei Kadokawa Shoten. Der Manga besteht aus den Kapiteln Wristcut Jiken, Ankokukei, Tsuchi und Kioku, wobei Kioku hier auch das Koe-Kapitel des Romans enthält. Das Inu-Kapitel des Romans wurde nicht übernommen.
2004 erschien der Manga in Deutschland bei Egmont Manga und Anime mit einem Umschlag im Prägedruck.

## Verfilmung
Am 27. Juli 2007 begannen die Dreharbeiten zu einer Filmadaption, die nach 21 Drehtagen am 18. August abgeschlossen wurden. Nach den Dreharbeiten kam heraus, dass der Produzent Shunsuke Yamada mit dem Filmrechten Betrug begangen hatte. Vom Regisseur Gen Takahashi zu Rede gestellt, floh der Produzent, und die weitere Produktion wurde bis Frühling 2008 gestoppt. Am 23. Mai 2008 konnte die Produktion beendet werden und der Film kam am 20. Dezember 2008 in die japanischen Kinos.
Itsuki Kamiyama wurde von Kanata Hongō und Yoru Morino von Rin Takanashi gespielt.
Der amerikanische Regisseur JT Petty kündigte 2007 eine US-Umsetzung des Stoffs an.